# Петросян, Леон Аганесович
Лео́н Агане́сович Петрося́н (род. 18 декабря 1940, Ленинград) — советский и российский математик, профессор Санкт-Петербургского государственного университета. Иностранный член Национальной академии наук Республики Армения.

## Биография
Л. А. Петросян родился 18 декабря 1940 года в Ленинграде. В 1946 году переехал вместе с семьёй в Ереван, где в 1947 году поступил в русскую школу № 25, которую окончил в 1957 году с серебряной медалью. В 1957 году поступил на первый курс механико-математического факультета Ереванского государственного университета, а в 1960 году перевёлся на четвёртый курс математико-механического факультета Ленинградского университета. После окончания математико-механического факультета в 1962 г. Л. А. Петросян был оставлен в аспирантуре, где его научный руководитель профессор Н. Н. Воробьев предложил ему заняться дифференциальными играми. В 1965 г. Л. А. Петросян защитил кандидатскую диссертацию на тему «Об одном классе дифференциальных игр преследования», которая была первой диссертацией, защищённой в этой области прикладной математики в СССР, а в 1972 г. защитил докторскую диссертацию «Дифференциальные игры преследования».
С 1974 года Л. А. Петросян заведует кафедрой (в настоящее время это кафедра математической теории игр и статистических решений), а 18 июня 1975 года становится первым избранным деканом факультета прикладной математики — процессов управления Ленинградского (а впоследствии Санкт-Петербургского) государственного университета. Переизбирается в должности декана в 1980, 1985, 1990, 1995, 2000, 2005, 2010, 2015 гг.
За время работы в Университете Л. А. Петросяном подготовлено 8 докторов и 52 кандидатов наук. Является почётным профессором университетов Циндао, Йоэнсуу, Петрозаводска. Он редактор международного журнала International Game Theory Review (изд. World Sci. Pbl., London, Singapore) и ответственным редактором журнала «Математическая теория игр и её приложения». С 2008 по 2012 год Л. А. Петросян — Президент Международного общества динамических игр (International Society of Dynamic Games).

## Научная деятельность
В середине 60-х годов возникло новое направление прикладной математики — теория дифференциальных игр. Первые отечественные работы по теории дифференциальных игр появились в 1965 году. Они были связаны в основном с исследованием, так называемых игр преследования.
В 1965 г. в Докладах АН СССР вышли две работы Л. А. Петросяна, в которых было построено явное решение игр преследования с «линией жизни». Построенная в этих работах оптимальная стратегия преследователя (стратегия параллельного сближения) оказалась оптимальной и в других задачах преследования (простое преследование в полуплоскости, простое преследование с двумя преследователями и одним убегающим и др.), которые были также решены автором в последующих работах.
Л. А. Петросян разрабатывает метод инвариантного центра преследования, позволяющий решить задачу в так называемом регулярном случае существования оптимальной программной стратегии у убегающего игрока. Этим методом удаётся решить ряд конкретных задач и получить явные формулы для функций Беллмана соответствующих игр.
С конца 70-х годов центр тяжести исследований Л. А. Петросяна переходит на неантагонистические дифференциальные игры. Оказалось что прямой перенос принципов оптимальности из статической теории лишён смысла из-за нарушения динамической устойчивости принципов оптимальности. Это обстоятельство было им впервые обнаружено в работах семидесятых годов. Позже возможность нарушения динамической устойчивости была замечена и зарубежными авторами, которые использовали вместо введённого Л. А. Петросяном термина «динамическая устойчивость» термин «состоятельность во времени» (time-consistency). Динамическая устойчивость принципа оптимальности заключается в том, что при развитии игры (конфликтно-управляемого процесса) вдоль оптимальной траектории не должно возникнуть такого положения, когда один и тот же принцип оптимальности приводит к формированию различных сценариев развития для игр с различными начальными состояниями на оптимальной траектории, порождённой принципом оптимальности в игре, развивающейся из начального состояния процесса. С точки зрения приложений нарушение динамической устойчивости означало бы невозможность следования одним и тем же принципам при реализации долгосрочных программ в экономической сфере или сохранение долгосрочных договорённостей в сфере международных отношений и в других областях человеческой деятельности. Л. А. Петросяном были предложены процедуры регуляризации классических принципов оптимальности из статической теории игр, которые приводили к построению новых динамически устойчивых и сильно динамически устойчивых принципов оптимальности.

## Награды
- Орден Дружбы
- Медаль ордена «За заслуги перед Отечеством» II степени (9 января 2010 года) — за заслуги в научной и педагогической деятельности и большой вклад в подготовку квалифицированных специалистов[3]
- Почётная грамота Президента Российской Федерации (27 апреля 2015 года) — за заслуги в развитии культуры, образования, науки, подготовке квалифицированных специалистов и многолетнюю плодотворную деятельность[4]
- Благодарность Президента Российской Федерации
- Премия Р. Айзекса[источник не указан 1073 дня]

## Основные публикации
Опубликовано более 200 научных работ в том числе следующие монографии и учебники:
- Petrosyan L. A. Yeung D. W. K. Subgame-consistent Economic Optimization. Springer, 2012. — 396 P.
- Петросян Л. А., Зенкевич Н. А., Шевкопляс Е. В. Теория Игр. Изд-во «БХВ-Петербург», 2012. — 424 с.
- Petrosyan L. A., Gao H. Динамические игры и их приложения. 2009. — 406 с. (на китайском языке).
- Yeung D. W. K., Petrosyan L. A. Cooperative Stochastic Differential Games. Springer, 2006. — 242 P.
- Петросян Л. А., Зенкевич Н. А., Сёмина Е. А. Теория игр. Москва, 1998. — 300 c.
- Петросян Л. А., Захаров В. В. Математические модели в экологии. Изд-во СПбГУ, 1997. — 254 c.
- Petrosjan L. A., Zenkevich N. A. Game Theory. World Scientific Publisher, 1996. — 350 P.
- Petrosjan L. A. Differential Games of Pursuit, World Scientific Publisher, 1993. — 326 P.
- Петросян Л. А., Рихсиев Б. Б. Преследование на плоскости. Изд-во Наука, 1991. — 94 c.
- Петросян Л. А., Томский Г. В. Геометрия простого преследования. Изд-во Наука, 1983. — 143 c.
- Петросян Л. А., Зубов В. И. Математические методы в планировании. Изд-во ЛГУ, 1982. — 96 c.
- Петросян Л. А. Дифференциальные игры преследования. Изд-во ЛГУ, 1977. — 222 c.